# Franklin Edson
Franklin Edson (Chester, 5 aprile 1832 – Manhattan, 24 settembre 1904) è stato un politico statunitense, 85° sindaco di New York.